# Ljubomír Drápal
Ljubomír Drápal (* 23. července 1953) je právník a výrazná postava českého civilního soudnictví, zejména v oboru občanského práva procesního.

## Život
Vystudoval Právnickou fakultu Univerzity Karlovy v Praze. Býval členem KSČ. V roce 1978 se stal soudcem Okresního soudu Praha-západ, od roku 1985 působil u Krajského soudu v Praze. Po roce 1991 začal působit jako předseda senátu tehdejšího republikového nejvyššího soudu, který se v roce 1993 přetransformoval na Vrchní soud v Praze. V roce 1996 se stal soudcem a předsedou senátu Nejvyššího soudu v Brně, jímž byl až do roku 2017, kdy byl k 1. únoru jmenován předsedou Krajského soudu v Praze.
Podílí se významným způsobem na zpracování a publikování judikatury a jako lektor se účastní školení pro soudce i seminářů pro odbornou veřejnost, a to někdy spolu s JUDr. Jaroslavem Burešem, s nímž tvoří také autorskou dvojici při vydávání odborných publikací (Bureš – Drápal).

## Dílo

### Ve spoluautorství s Jaroslavem Burešem
- Bureš, Drápal: Občanský soudní řád – text s předmluvou, C. H. Beck, Praha 1994
- Bureš, Drápal: Občanský soudní řád – komentář (1. vydání), C. H. Beck, Praha 1994
- Bureš, Drápal, Mazanec: Občanský soudní řád – komentář (2. vydání), C. H. Beck, Praha 1996
- Bureš, Drápal: Občanský soudní řád a předpisy související – text s předmluvou (2. vydání), C. H. Beck, Praha 1996
- Bureš, Drápal: Zástavní právo a soudní praxe (1. vydání), C. H. Beck, Praha 1996
- Bureš, Drápal: Zástavní právo v soudní praxi (2. vydání), C. H. Beck, Praha 1997
- Bureš, Drápal, Mazanec: Občanský soudní řád – komentář (3. vydání), C. H. Beck, Praha 1997
- Bureš, Drápal, Mazanec: Občanský soudní řád – komentář (4. vydání), C. H. Beck, Praha 2000
- Bureš, Drápal: Občanský soudní řád ve znění pozdějších předpisů, zejména zákona č. 27/2000 Sb. a zásadní novely č. 30/2000 Sb., IFEC, Praha 2000
- Bureš, Drápal, Mazanec: Občanský soudní řád – komentář (5. vydání), C. H. Beck, Praha 2001
- Bureš, Drápal, Krčmář, Mazanec: Občanský soudní řád – komentář (6. vydání), C. H. Beck, Praha 2003
- Bureš, Drápal, Krčmář, Mazanec: Občanský soudní řád s judikaturou a souvisejícími předpisy, C. H. Beck, Praha 2004
- Bureš, Drápal, Krčmář a kolektiv: Občanský soudní řád – komentář (7. vydání), C. H. Beck, Praha 2006
- Drápal, Bureš a kolektiv: Občanský soudní řád – komentář, C. H. Beck, Praha 2009

### Ostatní
- Ljubomír Drápal: Dovolání podle občanského soudního řádu (1. vydání), C. H. Beck, Praha 1994
- Bílek, Drápal, Jindřich, Wawerka a kol.: Notářský řád a řízení o dědictví – komentář (1. vydání), C. H. Beck, Praha 2000
- Bílek, Drápal, Jindřich, Wawerka a kol.: Notářský řád a řízení o dědictví – komentář (2. vydání), C. H. Beck, Praha 2001
- Kurka, Drápal: Výkon rozhodnutí v soudním řízení, Linde, Praha 2004
- Novotný, Drápal: Zákoník práce s judikaturou a souvisejícími předpisy, C. H. Beck, Praha 2004
- Štenglová, Drápal, Púry, Korbel: Obchodní tajemství – praktická příručka, Linde, Praha 2005
- Bílek, Drápal, Jindřich, Wawerka a kol.: Notářský řád a řízení o dědictví – komentář (3. vydání), C. H. Beck, Praha 2005
- Bílek, Drápal, Jindřich, Wawerka a kol.: Notářský řád a řízení o dědictví – komentář (4. vydání), C. H. Beck, Praha 2010